# 钨酸铅
钨酸铅是铅的钨酸盐，化学式 PbWO4。

## 制备
钨酸铅晶体可以通过柴可拉斯基法和布里奇曼-史托巴格法混合 PbO 和WO3反应而成。
{\displaystyle \mathrm {PbO+WO_{3}\ \longrightarrow {}\ PbWO_{4}} }